# Edith Grosz

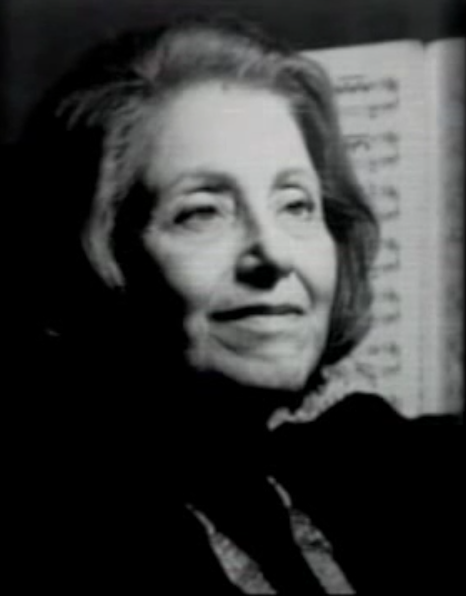
Edith Grosz im Jahr 1970

Edith Grosz (* 9. August 1919 in Philadelphia; † 14. Februar 2011 in Amsterdam) war eine amerikanisch-niederländische Pianistin.
Grosz studierte bei Olga Samaroff und Eduard Steuermann Klavier an der Juilliard School in New York. Sie und ihr Mann, der Geiger Isidor Lateiner, gaben als Duo weltweit Kammermusikkonzerte. Sie spielten zahlreiche Tonträgeraufnahmen ein. 1963 gingen beide in die Niederlande.
Grosz wurde vor allen Dingen durch die Kammermusikserie „Rondje Romantiek“ („Romantik Runde“), die sie mit ihrem Mann und dem Cellisten Godfried Hoogeveen am Koninklijk Concertgebouw in Amsterdam gaben, bekannt. Grosz bildete am Sweelinck Conservatorium in Amsterdam Generationen von Pianisten aus, darunter Barbara Lister-Sink, Rian de Waal, Anna van Nieukerken, Kees Wieringa und Ad Wammes. In ihrer Ausbildung legte sie sehr großen Wert auf das Gefühl im gesamten Bewegungsapparat, das die Basis der sogenannten Lister-Sink-Technik darstellt. In den frühen 1980er Jahren ging Grosz eine Beziehung mit dem niederländischen Komponisten Jochem Slothouwer ein, den sie 2008 heiratete.
Über ihre musikalische Tätigkeit als Pianistin und Pädagogin hinaus betrieb Grosz in Amsterdam die „Brasserie Rondo“, ein Kaffee, in dem Studenten und Künstler zusammen kamen.
Grosz ist die Schwester des Sozialwissenschaftlers Bertram Myron Gross.